# Ludvig Nordström
Ludvig Anselm Nordström (født 25. februar 1882 i Härnösand, død 15. april 1942 i Stockholm) var en svensk forfatter.
Nordström debuterede 1906 med en digtsamling Kains land, og udgav derefter nogle noveller og romaner, hvori han har givet en levende skildring af en række landlige typer. Nordström skildrer sine personer realistisk, men behandler dem altid med humor. I de senere år har han udgivet en række bøger med filosoferende tendens, blandt andet Nya himlar och ny jord (1917), Sverige och världen (1919), Landsortens problem (1925) og andre.